# Championnat de Belgique de football 1911-1912
Navigation
Saison précédente Saison suivante
Le championnat de Belgique de football 1911-1912 est la dix-septième saison du championnat de première division belge. Son nom officiel est « Division d'Honneur ».
Le titre de champion revient à Bruxelles, dont trois équipes occupent les trois premières places. Alors que l'on attendait une nouvelle victoire de l'Union Saint-Gilloise, c'est le Daring Club de Bruxelles qui décroche son premier titre national. Il est le cinquième club différent à être sacré champion de Belgique, le troisième de la capitale.
La fédération décide d'adapter son règlement pour augmenter l'attrait des derniers matches de championnat et stimuler l'ambition des clubs. Désormais, les deux derniers clubs de Division d'Honneur seront relégués et remplacés par les deux premiers de Promotion. Ce changement coûte sa place au plus haut niveau au Racing de Malines, avant-dernier pour un point, qui accompagne le Léopold CB au niveau inférieur. Avec la relégation de ce dernier, il ne reste plus qu'un club fondateur du premier championnat de Belgique à n'avoir jamais quitté la plus haute division nationale, le Racing CB.
C'est également durant cette saison que l'« Union Belge des Sociétés de Sports Athlétiques » change de nom et devient l'« Union Belge des Sociétés de Football Association », ou UBSFA. Dorénavant, elle ne s'occupe plus que de football et abandonne ses autres sections, qui remportent moins de succès et font face à la concurrence d'autres fédérations.

## Clubs participants
Douze clubs prennent part à la compétition, autant que lors de l'édition précédente. Ceux dont le matricule est mis en gras existent toujours aujourd'hui.
| #  | Nom                                | Mat. | Ville     | Terrain                                          | En D1 depuis (série) | Total en D1 | Saison précédente |
| -- | ---------------------------------- | ---- | --------- | ------------------------------------------------ | -------------------- | ----------- | ----------------- |
| 1  | Antwerp Football Club              | 1    | Anvers    | Broodstraat                                      | 1901-1902 (11e)      | 16e         | 7e                |
| 2  | Beerschot Athletic Club            | 13   | Anvers    | Kiel                                             | 1907-1908 (5e)       | 11e         | 6e                |
| 3  | Cercle Sportif Brugeois            | 12   | Bruges    | croisement Gistelsesteenweg et Torhoutsesteenweg | 1899-1900 (13e)      | 13e         | 1er               |
| 4  | Football Club Brugeois             | 3    | Bruges    | Het Ratteplein                                   | 1898-1899 (14e)      | 15e         | 2e                |
| 5  | Daring Club de Bruxelles           | 2    | Molenbeek | chaussée de Jette, 501                           | 1903-1904 (9e)       | 9e          | 3e                |
| 6  | Excelsior Sports Club de Bruxelles | 20   | Forest    | rue Traversière                                  | 1908-1909 (4e)       | 4e          | 10e               |
| 7  | Léopold Club de Bruxelles          | 5    | Uccle     | Parc Brugmann                                    | 1895-1896 (17e)      | 17e         | 9e                |
| 8  | Racing Club de Bruxelles           | 6    | Uccle     | Vivier d'Oie                                     | 1895-1896 (17e)      | 17e         | 5e                |
| 9  | Racing Club de Gand                | 11   | Gand      | Emmanuel Hielstadion                             | 1911-1912 (1re)      | 2e          | Promotion: 1er    |
| 10 | Standard Club Liégeois             | 16   | Sclessin  | rue de la Centrale                               | 1909-1910 (3e)       | 3e          | 11e               |
| 11 | Racing Club de Malines             | 24   | Malines   | Oude Liersebaan                                  | 1910-1911 (2e)       | 2e          | 8e                |
| 12 | Union Saint-Gilloise               | 10   | Uccle     | rue de Forest (actuelle rue J. Bens)             | 1901-1902 (11e)      | 11e         | 4e                |

### Localisations
| Antwerp Beerschot RC de Gand RC Malines Bruxelles FC Brugeois CS Brugeois Standard |

#### Localisation des clubs bruxellois
les 5 cercles bruxellois sont :
(10) Racing CB
(23) Léopold CB
Union SG
Daring CB
Excelsior SC

## Déroulement de la saison

### Duel bruxellois pour le titre
Le championnat se résume rapidement à un duel entre clubs bruxellois, le Daring et l'Union. Les premiers effectuent un départ parfait avec cinq victoires en autant de matches, dont une sur le terrain de l'Union (0-1). Le 29 octobre 1911, lors de la sixième journée, les « Daringmen » perdent leur premier point en concédant un partage à domicile face au Beerschot mais les « Unionistes » n'en profitent pas et font match nul (1-1) au CS Brugeois. Les deux équipes se retrouvent à égalité le 19 novembre 1911 à la suite de la victoire de l'Union face au RC de Malines conjuguée à la première défaite du Daring, 4-1 au Racing CB. Les positions ne bougent plus jusqu'à la fin du premier tour.
Au début du second tour, le Daring reprend l'avance à la faveur d'une victoire 2-0 face à l'Union le 17 décembre 1911. Un mois plus tard, le 21 janvier 1912, l'Union s'incline une nouvelle fois, 4-1 au Football Club Brugeois et perd encore du terrain. Le suspense du championnat est relancé lorsque le Daring s'incline à son tour dans la Venise du nord, 1-0 au Cercle, le 11 février 1912. À cinq matches de la fin, le Daring compte alors une avance de deux points sur son dernier poursuivant. Le 25 février 1912, il concède un nouveau partage et conserve trois points d'avance par rapport à l'Union, qui doit encore jouer un match de plus. Les joueurs du Daring ne tremblent pas et remportent leurs trois derniers matches, ce qui leur permet de terminer le championnat avec deux points d'avance sur ceux de l'Union. Le club est officiellement sacré champion de Belgique le 25 mars 1912 après une victoire 3-0 contre le FC Brugeois. Il décroche ainsi le premier titre de son Histoire.

## Résultats

### Résultats des rencontres
Avec douze clubs engagés, 132 matches sont au programme de la saison. Pour la première fois depuis que le championnat est revenu à un système de poule unique, toutes les rencontres sont disputées.
| Résultats (▼dom., ►ext.)                                   | ANT | BEE  | CSB | FCB | DAR | EXC | LEO | RAC | USG | RCG | RCM | STA  |
| Antwerp FC                                                 |     | 3-0  | 2-1 | 3-2 | 0-5 | 1-4 | 2-1 | 1-0 | 1-5 | 4-0 | 1-0 | 0-3  |
| Beerschot AC                                               | 1-4 |      | 2-0 | 1-1 | 1-4 | 0-1 | 2-5 | 0-5 | 0-6 | 2-1 | 0-0 | 4-0  |
| CS Brugeois                                                | 2-0 | 10-0 |     | 2-5 | 1-0 | 7-0 | 3-2 | 1-3 | 1-1 | 6-1 | 2-2 | 9-0  |
| FC Brugeois                                                | 3-0 | 4-0  | 0-0 |     | 0-3 | 3-0 | 1-1 | 2-1 | 4-1 | 1-1 | 3-1 | 8-0  |
| Daring CB                                                  | 6-0 | 0-0  | 4-0 | 3-0 |     | 6-0 | 8-1 | 4-1 | 2-0 | 7-2 | 4-1 | 8-1  |
| Excelsior SC                                               | 2-2 | 0-3  | 0-6 | 1-1 | 0-6 |     | 3-1 | 2-4 | 0-2 | 1-1 | 1-0 | 1-3  |
| Léopold CB                                                 | 5-0 | 0-1  | 0-1 | 1-2 | 0-2 | 1-1 |     | 0-3 | 1-4 | 1-1 | 1-1 | 2-1  |
| Racing CB                                                  | 6-1 | 5-0  | 0-0 | 1-3 | 4-1 | 1-1 | 4-0 |     | 1-2 | 6-0 | 3-2 | 16-1 |
| Union Saint-Gilloise                                       | 4-3 | 6-0  | 7-2 | 3-1 | 0-1 | 9-0 | 3-0 | 3-0 |     | 3-2 | 3-1 | 12-1 |
| RC de Gand                                                 | 1-1 | 1-0  | 0-0 | 0-1 | 1-1 | 1-1 | 1-0 | 1-3 | 0-3 |     | 5-0 | 2-0  |
| RC de Malines                                              | 1-3 | 3-2  | 0-1 | 1-1 | 1-2 | 1-3 | 1-0 | 1-1 | 1-1 | 3-1 |     | 2-3  |
| Standard CL                                                | 5-1 | 1-1  | 0-1 | 1-1 | 1-2 | 2-1 | 2-1 | 1-4 | 2-5 | 1-3 | 1-1 |      |
| - Victoire à domicile - Match nul - Victoire à l'extérieur |     |      |     |     |     |     |     |     |     |     |     |      |

### Classement final
| Rang | Équipe               | Pts | J  | G  | N | P  | Bp | Bc | Diff |
| ---- | -------------------- | --- | -- | -- | - | -- | -- | -- | ---- |
| 1    | DARING CB            | 38  | 22 | 18 | 2 | 2  | 79 | 15 | +64  |
| 2    | Union Saint-Gilloise | 36  | 22 | 17 | 2 | 3  | 83 | 24 | +59  |
| 3    | Racing CB C          | 29  | 22 | 13 | 3 | 6  | 72 | 27 | +45  |
| 4    | FC Brugeois          | 29  | 22 | 11 | 7 | 4  | 47 | 25 | +22  |
| 5    | CS Brugeois T        | 27  | 22 | 11 | 5 | 6  | 56 | 29 | +27  |
| 6    | Antwerp FC           | 20  | 22 | 9  | 2 | 11 | 33 | 57 | -24  |
| 7    | RC de Gand           | 17  | 22 | 5  | 7 | 10 | 26 | 45 | -19  |
| 8    | Excelsior SC         | 16  | 22 | 5  | 6 | 11 | 23 | 61 | -38  |
| 9    | Standard CL          | 15  | 22 | 6  | 3 | 13 | 29 | 85 | -56  |
| 10   | Beerschot AC         | 14  | 22 | 5  | 4 | 13 | 20 | 60 | -40  |
| 11   | RC de Malines        | 13  | 22 | 3  | 7 | 12 | 24 | 42 | -18  |
| 12   | Léopold CB           | 10  | 22 | 3  | 4 | 15 | 24 | 46 | -22  |

Légende
- Champion de Belgique 1912
- Club relégué pour la saison suivante

Abréviations
T : Tenant du titre 1911

C : Vainqueur de la Coupe de Belgique 1911-1912

 : nouveau venu depuis la saison précédente

### Meilleur buteur
Maurice Bunyan (Racing CB) avec 33 buts. Il est le cinquième joueur belge différent sacré meilleur buteur de la plus haute division. À seulement 17 ans et 7 mois, il est le plus jeune joueur à recevoir cette récompense. Son record tiendra près d'un siècle et ne sera battu qu'en 2009-2010 par Romelu Lukaku

#### Classement des buteurs
Le tableau ci-dessous reprend les treize meilleurs buteurs du championnat, soit les joueurs ayant inscrit dix buts ou plus durant la saison.
| #   | Pays | Joueur             | Club                 | Buts | Matches joués |
| --- | ---- | ------------------ | -------------------- | ---- | ------------- |
| 1.  |      | Maurice Bunyan     | R. Racing CB         | 33   | 22            |
| 2.  |      | Sylvain Brébart    | Daring CB            | 31   | 21            |
| 3.  |      | Alfred Wright      | Daring CB            | 28   | 22            |
| 4.  |      | Alphonse Six       | CS Brugeois          | 23   | 22            |
| 5.  |      | Joseph Musch       | Union Saint-Gilloise | 20   | 22            |
| 6.  |      | Robert De Veen     | FC Brugeois          | 16   | 20            |
| 7.  |      | Albert Carion      | Union Saint-Gilloise | 15   | 21            |
| =.  |      | Georges Hebdin     | Union Saint-Gilloise | 15   | 22            |
| 9.  |      | Jules Lecompte     | Antwerp FC           | 14   | 22            |
| 10. |      | Fernand Nisot      | Léopold CB           | 13   | 22            |
| =.  |      | Louis Saeys        | CS Brugeois          | 13   | 22            |
| 12. |      | Frans van Houtte   | CS Brugeois          | 12   | 22            |
| 13. |      | Désiré Paternoster | R. Racing CB         | 10   | 15            |

## Récapitulatif de la saison
- Champion : Daring CB (1er titre)
- Cinquième équipe différente à remporter le titre
- Treizième titre pour la province de Brabant

| Région flamande (6)             | Région flamande (6) | Province de Brabant (5)      | Province de Brabant (5) | Région wallonne (1)    | Région wallonne (1) |
| ------------------------------- | ------------------- | ---------------------------- | ----------------------- | ---------------------- | ------------------- |
| Province d'Anvers               | 3                   | Région de Bruxelles-Capitale | 5                       | Province de Hainaut    | 0                   |
| Province de Flandre-Occidentale | 2                   | Province du Brabant flamand  | 0                       | Province de Liège      | 1                   |
| Province de Flandre-Orientale   | 1                   | Province du Brabant wallon   | 0                       | Province de Luxembourg | 0                   |
| Province de Limbourg            | 0                   |                              |                         | Province de Namur      | 0                   |

1. ↑  Au niveau footballistique, la province de Brabant est toujours unitaire malgré sa partition territoriale en 1995.

### Admission et relégation
Désireuse de stimuler davantage l'ambition des clubs, la fédération adapte son règlement. À partir de cette saison, les deux derniers classés sont relégués en Promotion à la fin de chaque saison et remplacés par les deux premiers de celle-ci.
Le Léopold CB est rapidement largué et condamné à la dernière place. Pour la seconde place de descendant, plusieurs équipes sont à la lutte. Finalement, le RC de Malines occupe cette place en fin de saison et doit également quitter la Division d'Honneur.
La relégation du « Léo » fait que le Racing CB reste le seul club à n'avoir jamais quitté la plus haute division depuis sa création en 1896.
Le FC Liégeois et le CS Verviétois gagnent le droit de remonter parmi l'élite. Les deux clubs liégeois surclassent leurs rivaux et terminent le championnat de Promotion 1911-1912 avec dix points d'avance sur le troisième classé.

### Création de la Coupe de Belgique
C'est lors de cette saison qu'a lieu la première édition de la Coupe de Belgique. Elle est remportée par le Racing CB qui domine le RC de Gand en finale.

### Bilan de la saison
| Championnat de Belgique de football 1911-1912 |                       |
| Champion                                      | Daring CB (1er titre) |
| Dauphin                                       | Union Saint-Gilloise  |
| Coupes et trophées                            |                       |
| Vainqueur de la Coupe de Belgique 1911-1912   | Racing CB             |
| Promotions et relégations                     |                       |
| Promus en Division d'Honneur                  | FC Liégeois           |
| Promus en Division d'Honneur                  | CS Verviétois         |
| Relégués en Promotion                         | Léopold CB            |
| Relégués en Promotion                         | RC de Malines         |